# 千秋萊西
千秋Lacey （千秋萊西,チアキ・レイシー,本名 千秋・パトリック・レイシー(Chiaki Patrick Lacey) 1994年5月10日 - ）是出身於澳大利亞的男性童星。屬於ジュネス企画的一員。
身高約162公分。特技是廚藝、朗讀、運動、不用手就能把腳的小指頭放到無名指上面。與大哥達也Lacey,二哥洸太Lacey同樣屬於ジュネス企画的talent,模特兒。非常喜歡餃子、將来的夢想似乎是開一家餃子店。即使是客套話也不能說他是運動萬能,他本人也有自覺自己是運動白癡,但是在學校卻擔任了運動社團的部長。和哥哥洸太Lacey一起從2004年度開始在『天才兒童MAX』裡擔任「TV戰士」演出中。在節目中稱呼自己是「千秋Lacey 」（哥哥是「洸太Lacey」）。2006年6月開始,兄弟一起開設了網誌。

## 天才兒童MAX
- 和前述一樣非常喜歡餃子。因此作為新人在節目中首次登場時,出現了在公園裡一心一意吃著餃子的場面。另外在外景單元中與餃子相關的也很多。2004年度在餃子師匠底下修行,2005年度時製作『秋天的全套料理』時製作了「餃子的全套料理」,2006年度在『製作仙貝』時製作了「餃子仙貝」等,對餃子永不滿足的熱情從沒有停止過。此外,在現在演出中的2006年度連續劇『新優克迪爾故事』中,也是設定成和他本人相同的愛好餃子。
- 在2005年度『紙飛機達陣賽』第2回合賽中,與哥哥洸太和一木有海一起組成了「ジョーキマホーンズ・マボロシ」隊參賽。但由於三位成員都不太擅長運動,因此常常在接紙飛機時失誤,或出現紙飛機往後飛等等的爆笑情況。在作戰會議中兄弟也爭論不休,讓成員的有海為之啞然,結局是達陣1次與射門成功1次,以0勝4敗的成績回到了K-2,真的成為了夢幻(マボロシ)隊伍。為了一雪前恥,在2006年度改變隊名,以「メグロ・マボロシRX」的名稱參加「K-1昇格戦」,可惜在初賽就敗下來。附帶一提的是,他在2004年度的「レインボー・ガーディアンズ」時代,令人意外的獲得了4勝2敗的良好成績（也可能是因為有Barnes勇氣、橋本甜歌這些有力的選手・・・）。
- 他古怪的言詞與行動,給觀眾們帶來了樂趣。舉例如下:
  - 「Barnes失誤(バーンズミス)」（模仿『紙飛機達陣賽』中,Barnes勇氣的著名台詞「Barnes接住(バーンズキャッチ)」）
  - 「じゃあオレたちクズか」（『紙飛機達陣賽』中）
  - 「だららん生活」（模仿「だんらん生活」）
  - 「負責人給我出來!!(責任者でてこーい！！)」（『ハーフミニッツショー』中）
  - 「因為那個人（Barnes勇氣）是異次元的生物」（『ワガママ放題!勝手議会』中,對於比自己身高還高之事:洸太所提到）
  - 模仿魚類（站立著並將身體扭來扭去）
- 在『這裡是「週刊優克迪爾」編輯部』中,與小關裕太一起向大家展示他們所發現的,肉和骨頭都是黑的鳥類-烏骨雞,讓眾人們大開眼界。
- 說是時常與洸太意見不合,也經常吵架。但是節目中常常展現有關他家庭關係的話題,從中看來他們兄弟的關係實際上還不錯。

## 主要演出作品
- NHK教育「天才兒童MAX」（2004年～演出中）
- NHK「CHILDRENS Lives～once upon a time and ever after～」
- イベント『Coach Christmas Caroling2003』

## 外部連結
- 官方個人簡介*ジュネス企画（页面存档备份，存于）
- Lacey兄弟的網誌「THE LACEYS」